# Nowyj Ropsk
Nowyj Ropsk (ros. Новый Ропск) – wieś (sieło) w Rosji, w obwodzie briańskim, w rejonie klimowskim. W 2021 liczyła 906 mieszkańców.